# 馬人龍
馬人龍（？—？），字霖雨，號荊陽，南直隸安慶府太湖縣人，明朝政治人物。

## 生平
万历三十一年（1603年）癸卯科應天乡试舉人，三十二年（1604年）甲辰科进士，初授戶部主事，以犒边奏績，榷税浔江，賈人德之，为立祠焉。升黄州府知府，调武昌府，轉本省督学副使，衡文持正，不尚纖巧，楚士如劉民悦、李應選、吳裕中皆其所拔前矛。校士公明，众论肃服。以艱歸，起補陕西潼关兵备右参议，转廣西桂林道副使，苗猺大讧，人龙修战船，缮城郭禦之。崇祯中，歴分巡湖南道按察使，升湖廣右布政，引疾乞休归。